# Yukiguni
Yukiguni (雪国), intitulado Terra de Neve (título em Portugal) ou O País das Neves (título no Brasil), foi o primeiro romance escrito por Yasunari Kawabata, vencedor do Prémio Nobel de 1968.

## Sumário
A narrativa, durante a qual pouco ou nada parece acontecer, passa-se numa pequena povoação gelada e isolada na costa oeste do Japão, para onde um homem de negócios da cidade de Tóquio, Shimamura, viaja esporadicamente, sozinho, para encontrar alguma paz. Aí conhece a onsen gueisha Komako e com ela desenvolve uma relação subtil mas complexa, algures entre o respeito mútuo, a amizade e o amor.
Yukiguni é considerado um dos romances mais belos da literatura do século XX pelo emprego delicado da linguagem e pela maneira como retrata as relações humanas de uma forma notavelmente ténue, intensa e original.
Em Portugal está editado pela editora D. Quixote na sua coleção Ficção Universal. No Brasil foi editado pela Estação Liberdade (editora). 
O livro teve duas adaptações para o cinema, em 1957 e 1965, ambas chamadas Yukiguni.